# Mateus, o Evangelista
Mateus Evangelista, Mateus Apóstolo ou São Mateus' foi, segundo o relato dos Padres da Igreja, um dos Doze Apóstolos, o autor do Evangelho de Mateus e, segundo os relatos de Jerônimo de Estridão e Eusébio de Cesareia, o autor do Evangelho dos Hebreus.

## Identidade e primeiros anos
Entre os primeiros seguidores e apóstolos de Jesus, Mateus é mencionado em Mateus 9:9 e Mateus 10:3 como tendo sido um coletor de impostos de Cafarnaum que foi convidado para o círculo dos Doze por Jesus. É também mencionado como um dos doze apóstolos, embora sem referência à sua profissão anterior, em Marcos 3:18, Lucas 6:15 e Atos 1:13. Geralmente identificado como o Levi, filho de Alfeu, também coletor de impostos e que é citado em Marcos 2:14 e Lucas 5:27.
Durante a ocupação romana, que iniciou em 63 a.C. com a conquista de Pompeu, Mateus coletava impostos do povo hebreu para Herodes Antipas, o tetrarca da Galileia. Sua coletoria estava localizada em Cafarnaum. Judeus que enriqueciam desta maneira eram desprezados e considerados párias. Porém, como um coletor de impostos, ele deve ter sido alfabetizado em aramaico (ainda que provavelmente não em grego nem em latim).
Foi neste cenário, perto de onde hoje está Almagor, que Jesus convidou Mateus para ser um dos Doze Apóstolos. Após o chamado, Mateus convidou Jesus para um banquete em sua casa. Ao ver isto, os escribas e os fariseus criticaram Jesus por cear com coletores de impostos e pecadores. A provocação fez Jesus responder, «Não vim chamar os justos, mas os pecadores ao arrependimento.» (Lucas 5:29). Jesus assim Como entrou na casa de Zaqueu que também era coletor de impostos, Lucas 19.

## O ministério de Mateus
O ministério de Mateus no Novo Testamento é bastante complexo de atestar. Quando ele é mencionado, é geralmente junto com Tomé. Como discípulo, ele seguiu Cristo e foi uma das testemunhas da Ressurreição e da Ascensão. Depois, Mateus, Maria, Tiago e outros seguidores próximos a Jesus se recolheram ao cenáculo em Jerusalém. Na mesma época, Tiago sucedeu a Jesus como líder da igreja de Jerusalém.
Eles permaneceram nas redondezas de Jerusalém e proclamaram que Jesus, filho do carpinteiro José, era o Messias prometido nas profecias. Acredita-se que estes primeiros cristãos judeus eram chamados nazarenos:pp. 597&722. É quase certo que Mateus era um deles, uma vez que tanto o Novo Testamento quanto o Talmud assim atestam.
Mateus pregou por quinze anos o Evangelho em hebraico para a comunidade judaica na Judeia. Mais tarde, ele viajaria fora da Judeia para outras provincias romanas, presumivelmente seguindo o ordenamento de Jesus em Mateus 28:16–20 e espalhou os ensinamentos de Jesus entre os etíopes, macedonianos, persas e partos. Tanto a Igreja Católica quanto a Ortodoxa sustentam a crença tradicional de que ele tenha morrido mártir na Etiópia, defendendo Santa Ifigênia da Etiópia.

## O Evangelho de Mateus

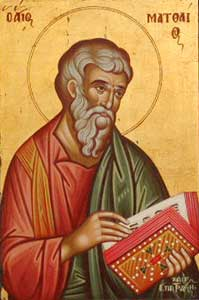
Ícone de São Mateus

Os cristãos do tempo de Mateus ainda se consideravam judeus e, como tais, eles adoravam no Templo:pp. 957 & 722 e reverenciavam a Lei dada por Deus a Moisés. Eles também reverenciavam uma tradição oral chamada Torah Shebeal Peh, que interpretava a lei escrita. Foi neste contexto cultural (chamado Sitz im Leben) que a tradição oral cristã nasceu, conforme Jesus e rabinos cristãos desenvolveram a "mensagem" (evangelios) oral interpretando a lei escrita.
Quando o Segundo Templo de Jerusalém foi destruído em 70 d.C., esta tradição oral não era mais possível e se tornou necessário escrevê-la, o que ocorreu na Mishná (parte do que seria posteriormente o Talmude). Acredita-se que Mateus traduziu a "tradição oral cristã" (ou Logia) na forma escrita antes de partir para Roma.
Orígenes afirma que o primeiro evangelho foi escrito por Mateus. Este evangelho foi escrito em hebraico em Jerusalém para ser utilizado por cristãos-judeus e traduzido para o grego, embora esta não tenha sobrevivido. Uma cópia do original hebraico era mantido na Biblioteca Teológica de Cesareia Marítima. A comunidade nazarena transcreveu uma cópia para Jerónimo, que a utilizou em sua obra De Viris Illustribus. O Evangelho de Mateus era então chamado "Evangelho dos Hebreus" ou, às vezes, "Evangelho dos Apóstolos" e acredita-se que ele foi o original "Mateus grego" encontrado na Bíblia. Porém, esta interpretação foi contestada por estudiosos modernos como Bart Ehrman e James Edwards.
Os padres da Igreja Epifânio de Salamina e Jerônimo de Estridão mencionam um evangelho primordial, o hoje perdido Evangelho dos Hebreus, que foi parcialmente preservado nos escritos deles, e que teria sido escrito por Mateus. Epifânio porém não afirma por si que o autor seria Mateus, ele apenas afirma que esta era a crença dos heréticos Ebionitas. Certos estudiosos hoje em dia, notavelmente Raymond E. Brown, acreditam que "o evangelho canônico de Mateus foi escrito em grego por alguém que não foi testemunha ocular e cujo nome é desconhecido para nós e que dependia de fontes como o Evangelho de Marcos e a fonte Q", uma teoria conhecida como Prioridade de Marcos. Há opiniões divergentes, como a de Craig Blomberg.